# Lê Long Cân
Lê Long Cân (chữ Hán: 黎龍釿) là một hoàng tử của nhà Tiền Lê trong lịch sử Việt Nam. Ông là con trai thứ sáu của Vua Lê Đại Hành. Sinh tại kinh đô Hoa Lư, Ninh Bình, Việt Nam. Ông được vua phong tước Ngự Bắc Vương (禦北王) năm 991, đóng tại Phù Lan, tức vùng đất thuộc tỉnh Hưng Yên ngày nay. Căn cứ vào năm sinh người con trai thứ năm của vua Lê Đại Hành (986) và năm phong vương thì năm sinh của ông nằm trong khoảng từ 986 đến 991.

## Cuộc chiến huynh đệ
Vua Lê Đại Hành có hơn 10 hoàng tử, sau khi con trưởng là thái tử Lê Long Thâu mất, con trai thứ 3 là Lê Long Việt được lập làm Thái tử. Giữa năm 1005, Lê Đại Hành mất, các hoàng tử tranh ngôi, đánh nhau 8 tháng, cuối cùng Lê Long Đĩnh giành được ngôi vua vào tháng 10 năm 1005.
Theo Toàn thư, Lê Long Việt cùng hai vương Đông Thành, Trung Quốc và em cùng mẹ là Khai Minh Vương tranh nhau lên ngôi, giằng co 8 tháng. Khi ấy, người nước cũng quy phụ Ngự Bắc Vương ở trại Phù Lan. Điều này cho thấy dù đứng ngoài cuộc chiến huynh đệ nhưng Lê Long Cân cũng được lòng người dân Đại Cồ Việt với mong muốn ông đứng lên làm vua.
Khi Lê Long Đĩnh làm vua, Ngự Bắc vương Lê Long Cân và Trung Quốc vương Lê Long Kính giữ Phù Lan và Càn Đà để chống lại Long Đĩnh. Long Đĩnh thân chinh đi đánh, hai vương ấy đóng chặt thành cố thủ. Vây đến vài tháng, trong thành cạn lương; Long Cân bắt Long Kính đem dâng nộp. Long Đĩnh sai chém Long Kính và tha tội cho Long Cân.